# Anisomysis thurneysseni
Anisomysis thurneysseni är en kräftdjursart som beskrevs av Nouvel 1973. Anisomysis thurneysseni ingår i släktet Anisomysis och familjen Mysidae. Inga underarter finns listade i Catalogue of Life.